# Hans Kopprasch
Hans Kopprasch (* 6. März 1934; † 4. August 2010) war ein deutscher Schauspieler.

## Leben
Über das Leben von Hans Kopprasch war wenig in Erfahrung zu bringen. Bekannt sind nur die Mitwirkungen in mehreren Filmen der DEFA und des Fernsehens der DDR sowie zahlreiche Einsätze als Sprecher in DEFA-Filmen. Bekannt wurde er auch durch sein langjähriges Engagement an den Landesbühnen Sachsen mit Hauptsitz in Radebeul.
Die Trauerfeier fand auf dem Friedhof in Reinhardtsdorf statt, danach wurde seine Asche auf See bestattet.

## Filmografie
- 1959: Kabale und Liebe
- 1973: Schüsse in Marienbad
- 1973: Stülpner-Legende (Fernsehserie, 1 Episode)
- 1973: Aus dem Leben eines Taugenichts
- 1976: Die Lindstedts (Fernsehserie, 2 Episoden)
- 1981: Jockei Monika (Fernsehserie, 1 Episode)
- 1985: Geschichten übern Gartenzaun (Fernsehserie, 1 Episode)

## Theater
- 1959: Emil Rosenow: Kater Lampe – Regie: Uli Röbert (Stadttheater Meißen)
- 1959: Friedrich Wolf: Bürgermeister Anna – Regie: Wilhelm Krampen (Landesbühnen Sachsen – Felsenbühne Rathen)
- 1959: Gotthold Ephraim Lessing: Emilia Galotti – Regie: Wilhelm Krampen (Landesbühnen Sachsen Radebeul)
- 1960: Gerhart Hauptmann: Rose Bernd – Regie: Wilhelm Krampen (Landesbühnen Sachsen Radebeul)
- 1960: Nâzım Hikmet: Ein komischer Mensch – Regie: Wolfgang Bachmann (Landesbühnen Sachsen Radebeul)
- 1960: Slatan Dudow/Michael Tschesno-Hell: Der Hauptmann von Köln – Regie: Wolfgang Bachmann (Landesbühnen Sachsen Radebeul)
- 1960: Erich Heller/ Margret Gruckmann-Reuter: Alwin der Letzte – Regie: Hans-Joachim Würzner (Landesbühnen Sachsen Radebeul)
- 1961: Alexander Kron: Das tote Tal – Regie: Wilhelm Krampen (Landesbühnen Sachsen Radebeul)
- 1962: Alexander Ostrowski: Der Wald – Regie: Wilhelm Krampen (Landesbühnen Sachsen Radebeul)
- 1963: Friedrich Wolf: Peter kehrt heim – Regie: Wolfgang Heiderich (Landesbühnen Sachsen Radebeul)
- 1965: Károly Szakonyi: Denn Du bist mein Leben – Regie: Wolfgang Heiderich (Landesbühnen Sachsen Radebeul)
- 1965: Friedrich Schiller: Wilhelm Tell – Regie: Herbert Schneider/Horst Mendelsohn (Landesbühnen Sachsen Radebeul)
- 1966: Helmut Sakowski: Sommer in Heidkau – Regie: Christian Bleyhoeffer (Landesbühnen Sachsen Radebeul)
- 1966: Bertolt Brecht: Der kaukasische Kreidekreis – Regie: Wolfgang Heiderich (Landesbühnen Sachsen Radebeul)
- 1967: Wladimir Bill-Belozerkowski: Sturm – Regie: Wolfgang Heiderich (Landesbühnen Sachsen Radebeul)
- 1969: Josef Heimann/Friedrich Gerstäcker: Pferdediebe in Arkansas – Regie: Wolfgang Heiderich (Landesbühnen Sachsen Radebeul)
- 1979: Bertolt Brecht: Die Ausnahme und die Regel (Wirt) – Regie: Wilfried Bismarck/Albrecht Goette (Theater Junge Generation Dresden)
- 1983: Jewgeni Schwarz: Der nackte König – Regie: Jochen Kretschmer/Wilfried Weschke (Theater Junge Generation Dresden)